# Третья англо-майсурская война
Третья англо-майсурская война (1790—1792) — третья из серии войн между Британской Ост-Индской компанией и княжеством Майсур.

## Предыстория
Типу Султан посчитал, что неудачный для Майсура итог второй англо-майсурской войны (завершившейся возвращением к довоенному положению) был вызван поведением французских союзников, смахивавшим на предательство. Поэтому для новой войны с англичанами он решил заручиться более прочной поддержкой, проведя переговоры непосредственно с монархами. В 1785 году посольство Типу Султана прибыло в Стамбул, чтобы предупредить исламский мир по поводу британских планов в Индии, оказать воздействие на политические и коммерческие союзы и добиться от султана Османской империи признания Типу в качестве законного исламского владыки. Впоследствии посольство должно было выполнить такую же миссию в Париже, но задержалось в Месопотамии, и вместо него в 1787 году было послано другое посольство, непосредственно во Францию.
Предоставленное французами судно, пришедшее под флагом Майсура, бросило якорь в Тулоне в июне 1788 года, откуда посольство отправилось по суше в Париж. 10 августа посланников с большой торжественностью принял Людовик XVI. Внутренний кризис во Франции, вскоре приведший к революции, не позволил ей оказать Майсуру политической или военной поддержки, однако менее значительная просьба Типу о «семенах цветов и растений всевозможных видов, и техниках, рабочих и врачах» была принята во внимание, и когда посольство отправилось в конце года домой, его сопровождало большое количество французских специалистов: оружейники, кузнецы, гончары, стекольщики, часовщики и т. п.
Усилия по модернизации страны, предпринятые Типу Султаном, дали свои плоды. Фабрики по производству снаряжения в Беднуре делали 20 тысяч мушкетов и пушек ежегодно, а майсурская кавалерия считалась (наряду с маратхской) самой эффективной в Индии.
В 1789 году Типу Султан отправил войска для подавления восстания на Малабарском побережье. Многие восставшие бежали в княжество Траванкор — старый соперник Майсура. Британский генерал-губернатор в Индии Чарльз Корнуоллис заявил, что нападение на Траванкор будет рассматриваться как объявление войны Великобритании, но Типу Султан проигнорировал его угрозы.

## Ход войны

### Начало войны
29 декабря 1789 года войска Типу Султана в количестве 14 тысяч человек атаковали траванкорскую линию укреплений «Недумкотта», однако, попав в узкой теснине под фланговый огонь небольшой группы траванкорских солдат, в панике бежали. Пока Типу Султан перегруппировывал войска, губернатор Мадрасского президентства Джон Холланд к неудовольствию генерал-губернатора Корнуоллиса вместо того, чтобы мобилизовать войска, затеял с Типу Султаном переговоры. Корнуоллис уже собирался отправиться в Мадрас и принять командование на себя, когда пришла информация о прибытии генерала Медоуза. Заняв место Холланда, Медоуз стал собирать войска в Тричинополи и принялся за планирование операций против Типу Султана.

### Удар Медоуза
Медоуз решил атаковать Майсур с двух направлений: основной удар должен был нанесён по округу Коимбатур, а отвлекающий — непосредственно по Майсуру с северо-востока. Однако приготовления затянулись, и Медоуз начал наступление лишь в конце мая, когда Типу Султан уже прорвал линию «Недумкотта». Британские войска, размещавшиеся в Траванкоре по договору между раджой и Ост-Индской компанией, были слишком слабы, чтобы противостоять майсурцам, и отступили в крепость Аякотта, но угроза мадрасского наступления привела к тому, что Типу Султан оставил Траванкор, оттянув свои войска на территорию собственно Майсура. В результате Медоуз в июле занял Коимбатур практически без сопротивления, но ему пришлось разделить силы, чтобы поставить территорию под контроль.

### Контратака Типу Султана
2 сентября Типу Султан покинул Серингпатам во главе 40-тысячной армии, и 9 сентября подошёл к Сатхямангаламу. Британский гарнизон в количестве 2800 человек под командованием капитана Джона Флойда до 13 сентября выдерживал майсурские атаки, а затем под покровом ночи отступил, переправившись через Бхавани и отправившись на соединение с основными силами Медоуза. Задержанный начавшимся сезоном дождей, Типу Султан отправил на преследование 15 тысяч кавалерии. Захватив британский обоз, майсурская кавалерия продолжила преследование гарнизона, который был вынужден встать лагерем и отбиваться до тех пор, пока не подошли посланные Медоузом деблокирующие силы.
Атакуя линии снабжения Медоуза и прикрывшись от него завесой, Типу Султан ввёл британцев в заблуждение, а сам с основными силами отправился на север, где 9-тысячный британский отряд из Бенгалии под командованием полковника Максвелла укрепился в Каверипаттинаме. Будучи не в состоянии преодолеть британские укрепления, Типу Султан 14 ноября вернулся на юг. 17 ноября Медоуз и Максвелл соединились и перешли к преследованию Типу Султана, который двинулся к Тричинополи. Разграбив город до подхода Медоуза, Типу Султан двинулся на юг сквозь Карнатик, грабя по пути городки и деревни, и достиг французского сеттльмента в Пондишери. Он попытался побудить французов к совместной борьбе против британцев, но французам было не до этого в связи с начинающейся революцией. Тем временем Медоуз вернулся в Мадрас, где вернул командование армией Корнуоллису.

### Действия британских союзников
Пока Типу Султан воевал с Медоузом, к войне подключились британские союзники. Летом 1790 года на Майсур двинулась 30-тысячная армия маратхов под командованием Пурсерама Бхоу вместе с британским отрядом из Бомбея. Первые несколько майсурских фортов с небольшими гарнизонами сдались перед лицом столь больших сил, но в сентябре маратхи достигли форта Дхарвад, который задержал их продвижение на 29 недель, сдавшись лишь 3 апреля 1791 года. После этого армия продолжила продвижение, достигнув в начале мая реки Тунгабхадра.
Вторая маратхская армия из 25 тысяч кавалеристов и 5 тысяч пехотинцев под командованием Хурри Пунта вместе с отрядом Мадрасской армии выдвинулась из Пуны в январе 1791 года, и продвинулась до Карнулу не встречая особого сопротивления. Там Пунт вступил в переговоры с низамом Хайдарабада, который боялся пересечь границу Майсура, опасаясь, что Типу Султан со своей огромной армией разгромит его до соединения с союзниками. Получив информацию, что Корнуоллис взял Бангалор и движется на майсурскую столицу Серингпатам, Пунт выдвинулся из Карнулу и 28 мая соединился с Корнуоллисом.
Армия низама, возглавляемая Махабат Джунгом, подошла к Коппалу и осадила его в конце октября 1790 года. Плохое качество пушек привело к затяжной осаде, которая завершилась лишь в апреле 1791 года.
Параллельно с действиями в глубине континента, британские войска установили контроль над Малабарским побережьем, взяв в декабре 1790 года Каликут и Кэннанор.

### Первое наступление на Серингпатам
Первой целью Корнуоллиса было создание базы в Бангалоре. Он надеялся, что это побудит союзников к более активным действиям; кроме того, опасаясь, что Типу Султан прибегнет к тактике «выжженной земли», Корнуоллис создал значительные запасы продовольствия, а для перевозки припасов было собрано большое количество слонов.
29 января 1791 года Корнуоллис собрал британскую армию в Веллуру, и неделю спустя двинулся на запад, словно собираясь пройти через проходы в Восточных Гхатах. Это вынудило Типу Султана покинуть Пондишерри и поспешить в Бангалор, где находился его гарем. Хотя Типу Султан и прикрыл некоторые проходы в Восточных Гхатах, Корнуоллис через некоторое время резко повернул на север, и 21 февраля преодолел горы через проход Мугли без какого-либо противодействия. После этого он продолжал движение, опять же не встречая сопротивления, и 5 марта подошёл к воротам Бангалора. Типу Султан укрепил город и снабдил гарнизон припасами, но основную армию оставил в поле. После шестинедельной осады, во время которой британцам приходилось постоянно отбивать деблокирующие удары майсурской армии, город пал.
Взяв Бангалор, Корнуоллис двинулся на север, чтобы встретить караван с припасами и армию низама Хайдарабада. Встреча с хайдарабадской армией произошла 12 апреля в 130 км к северу от Бангалора. После этого Корнуоллис повернул назад, и обнаружил, что армия низама практически бесполезна: он рассчитывал, что туземная кавалерия поможет ему ликвидировать преимущество Типу Султана в этом роде войск, но хайдарабадские всадники вместо разведки и фуражировки предпочитали заниматься грабежом и потреблением армейских припасов.
Перед тем, как двинуться на Серингпатам, британцы провели ряд операций в окрестностях Бангалора. Поиски брода через реку Кавери привели 15 мая к сражению у деревни Аракере, в котором Корнуоллис, обойдя Типу Султана с фланга, вынудил того отступить к стенам Серингпатама. Так как об армии маратхов не было никаких сведений, Аберкромби с малабарского побережья также не мог прийти на помощь со своими войсками, а его собственная армия была на грани голода, Корнуоллис принял трудное решение и, уничтожив осадный парк, 22 мая отступил к Бангалору. Так как Типу Султан успешно перехватывал вражеских гонцов, Корнуоллис не знал истинного местоположения маратхов, которые прибыли к Серингпатаму всего через три дня после его ухода.
После отступления Корнуоллиса двухтысячная майсурская армия 11 июня осадила Коимбатур. Командовавший гарнизоном лейтенант Чалмерс проигнорировал приказ Корнуоллиса отступить в случае нападения превосходящих сил, и решил сражаться, хотя под его началом находилось лишь 300 человек. Он сдался лишь 6 ноября, после того, как к майсурцам прибыло подкрепление в 8 тысяч человек. В нарушение условий капитуляции Чалмерс и его люди были брошены в тюрьму.

### Второе наступление на Серингпатам
После отступления британцев к Бангалору две маратхские армии отделились от основных сил, чтобы захватить северные районы Майсура, отторгнутые у маратхов в предыдущую войну, и больше совместно с Корнуоллисом не действовали. Сам Корнуоллис остаток 1791 года посвятил обеспечению линии снабжения, идущей из Мадраса, осадив в ноябре Нундидроог, а в декабре — Савендроог. Также он занялся обеспечением снабжения своих войск, выплатой денег своим и союзным войскам, и начал посылать разведчиков к Типу Султану, собирая информацию о силе его армии. Корнуоллису пришлось подкупить командующих маратхскими войсками, чтобы они не ушли домой, а хайдарабадские войска были скорее обузой, чем помощниками.
25 января 1792 года Корнуоллис двинулся на Серингпатам от Савендроога, а Аберкромби начал наступление с Малабарского побережья. Чтобы обезопасить идущую из Бангалора линию снабжения от атак Типу Султана, Корнуоллису пришлось выстроить цепь опорных пунктов. Когда 5 февраля армия подошла к Серингпатаму, войска Типу Султана обстреляли её ракетами. Корнуоллис ответил ночной атакой, и когда майсурские войска были вынуждены отступить за городские стены — началась осада. 
12 февраля прибыл Аберкромби с Бомбейской армией, и кольцо начало сжиматься. 
23 февраля Типу Султан предложил начать мирные переговоры.

## Итоги и последствия
По мирному договору Майсур потерял почти половину территории: маратхам и Хайдарабаду были возвращены ранее отторгнутые у них территории, англичане получили Малабар и Кург на западе, а также земли, населённые тамилами, телугу и каннара в центре и на востоке Южной Индии. Типу Султан обязался выплатить 33 миллиона рупий контрибуции, а до полной выплаты контрибуции отправить в Мадрас в качестве заложников двух своих малолетних сыновей.